# Kybos portola
Kybos portola är en insektsart som först beskrevs av Ross 1963.  Kybos portola ingår i släktet Kybos och familjen dvärgstritar. Inga underarter finns listade i Catalogue of Life.